# Leptopelis lebeaui
Espèce
Synonymes
- Hylambates lebeaui de Witte, 1933

Statut de conservation UICN

 DD  : Données insuffisantes
Leptopelis lebeaui est une espèce d'amphibiens de la famille des Arthroleptidae.

## Répartition
Cette espèce est endémique du Haut-Lomami au Congo-Kinshasa. Elle se rencontre à Nyonga dans le parc national de l'Upemba.

## Publication originale
- de Witte, 1933 : Batraciens nouveaux du Congo Belge. Revue de Zoologie et de Botanique Africaines, Tervuren, vol. 24, p. 97-103.